# Ограждение выдвижных устройств

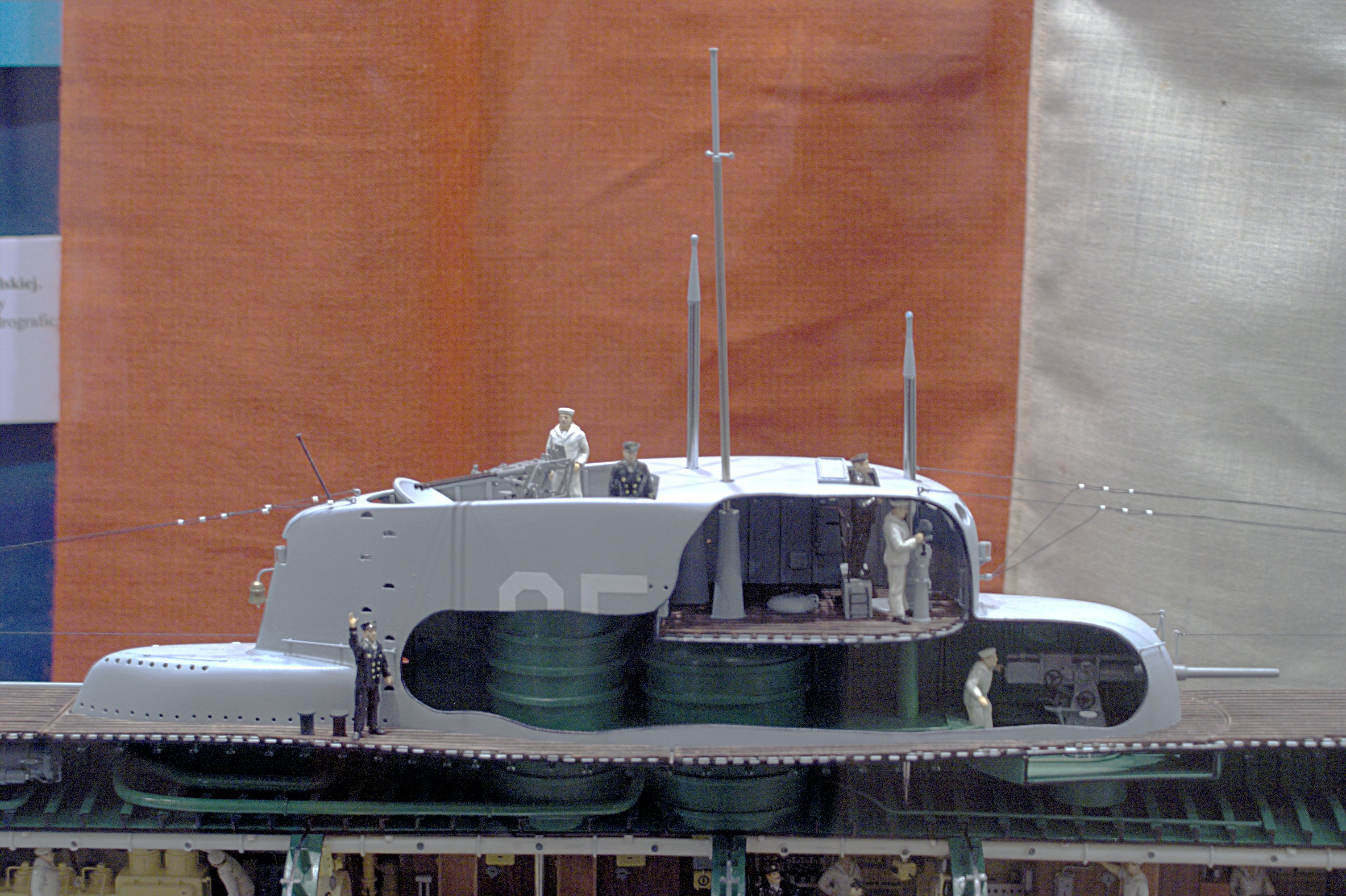
Ограждение выдвижных устройств модели подводной лодки ORP Orzeł. Справа налево видны артиллерийское орудие внутри ограждения, ходовой мостик около первого перископа, с рулевым и наблюдателем, второй перископ, проходящий через цилиндрическую прочную рубку, артиллерист у зенитного орудия, выдвинутого из герметичной шахты (также видна, слева от прочной рубки).

Ограждение выдвижных устройств (ограждение рубки, ограждение рубки и выдвижных устройств,амер. англ. Sail, англ. Fin) — элемент архитектуры подводных лодок, башнеподобная конструкция, служащая для визуального наблюдения за поверхностью моря, защиты выдвижных устройств (перископы, антенны, радары и пр.), входа и выхода экипажа, увеличения курсовой устойчивости в подводном положении и, иногда, размещения горизонтальных рулей.
На подводных лодках постройки СССР и России ограждение выдвижных устройств объединено с ходовым мостиком, используемым в надводном положении. На современных иностранных подводных лодках ходовая рубка, из которой производится управление кораблём, расположена внутри прочного корпуса, совместно с главным командным пунктом, а не внутри ограждения выдвижных устройств, вследствие чего «ходовой рубкой» их ограждение выдвижных устройств формально называться не может. Тем не менее, в ограждении выдвижных устройств всегда предусмотрены места для экипажа, будь то наблюдатели, сигнальщики, лоцманы и т. д.

## Выдвижные устройства
Исторически первым выдвижным устройством подводных лодок являлся перископ как единственное средство наблюдения за обстановкой на поверхности. Первоначально он был один, когда лодки стали автономнее — начали делать два, для дублирования и разделения — один был менее заметным и использовался для максимальной незаметности, его называли перископ атаки, другой был больше, заметнее, но давал более светосильное изображение в широком секторе обзора, он мог использоваться в относительно спокойной обстановке для наблюдения за возможной воздушной атакой, поэтому его называли перископ зенитный. Во время Второй мировой войны к выдвижным устройствам добавился шнорхель, а после войны — выдвижные радиоантенны различных диапазонов и мачты астронавигационных комплексов — по сути большие светосильные перископы для наблюдения небесных светил, совмещённые с приборами измерения углов. Иногда в годы мировых войн как выдвижные устройства изготавливали и орудийные установки, скрывающиеся при погружении в специальных водонепроницаемых шахтах.

## Галерея

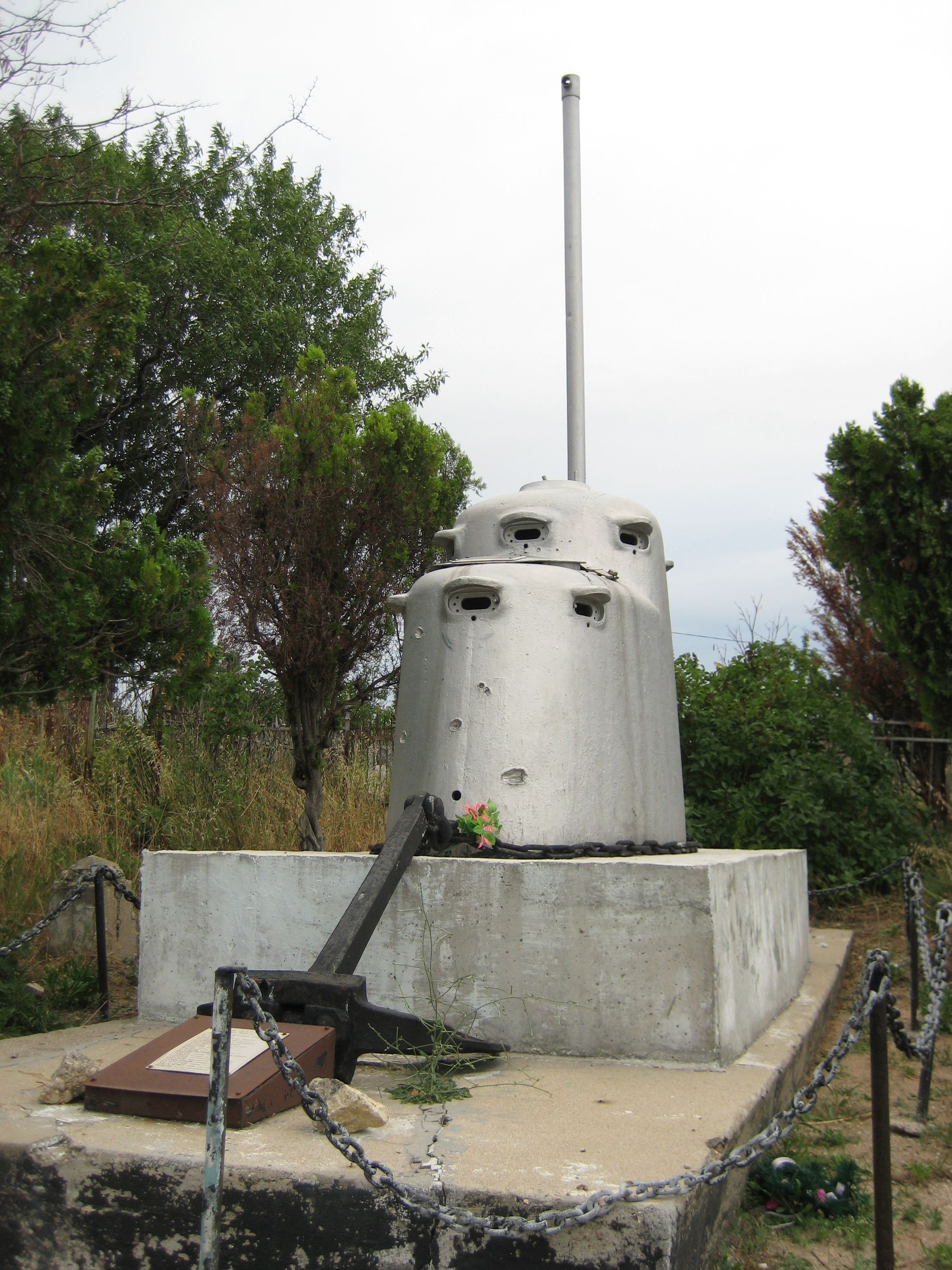
Подводная лодка «Камбала», 1904 год. Виден один перископ в небольшой надстройке.
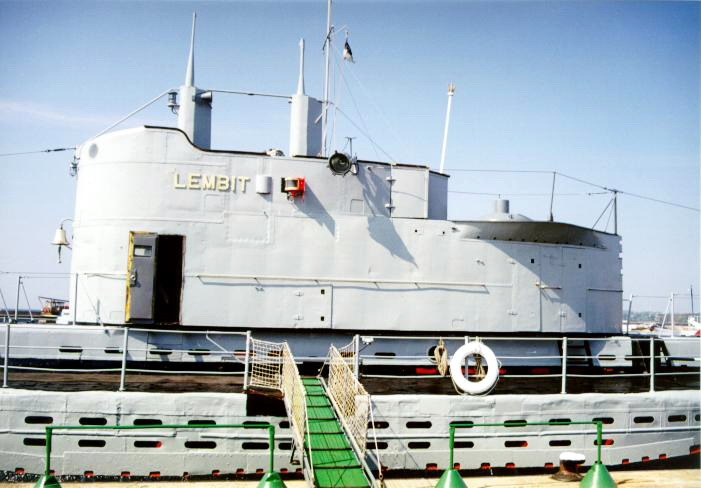
Подводная лодка «Лембит», 1937 год. Два перископа и заваливающаяся радиомачта. В правой части рубки видна крышка шахты зенитного орудия.
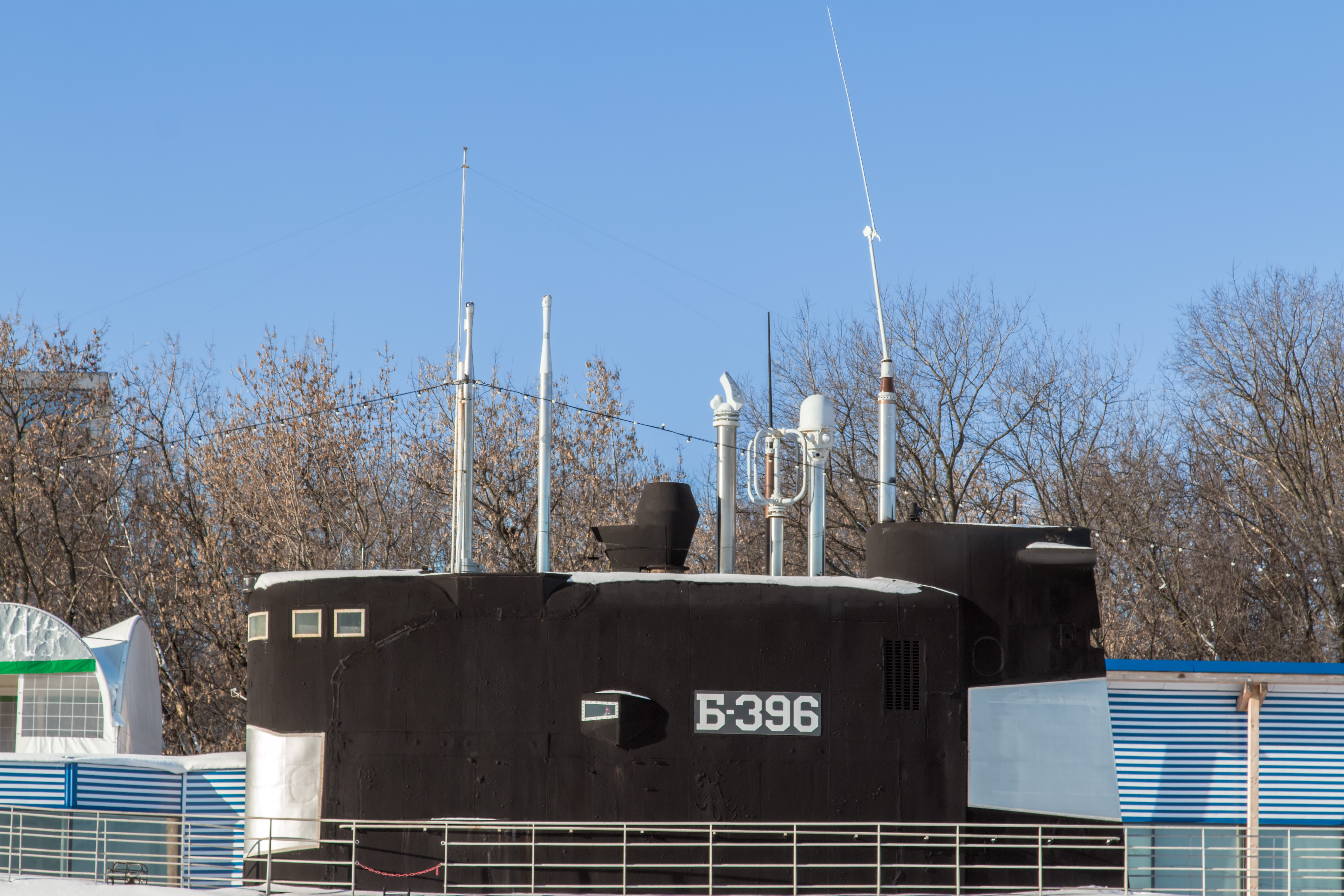
Подводная лодка Б-396, 1980 год. Подняты два перископа, шахта РДП, мачта астронавигационного комплекса, радиоантенны.
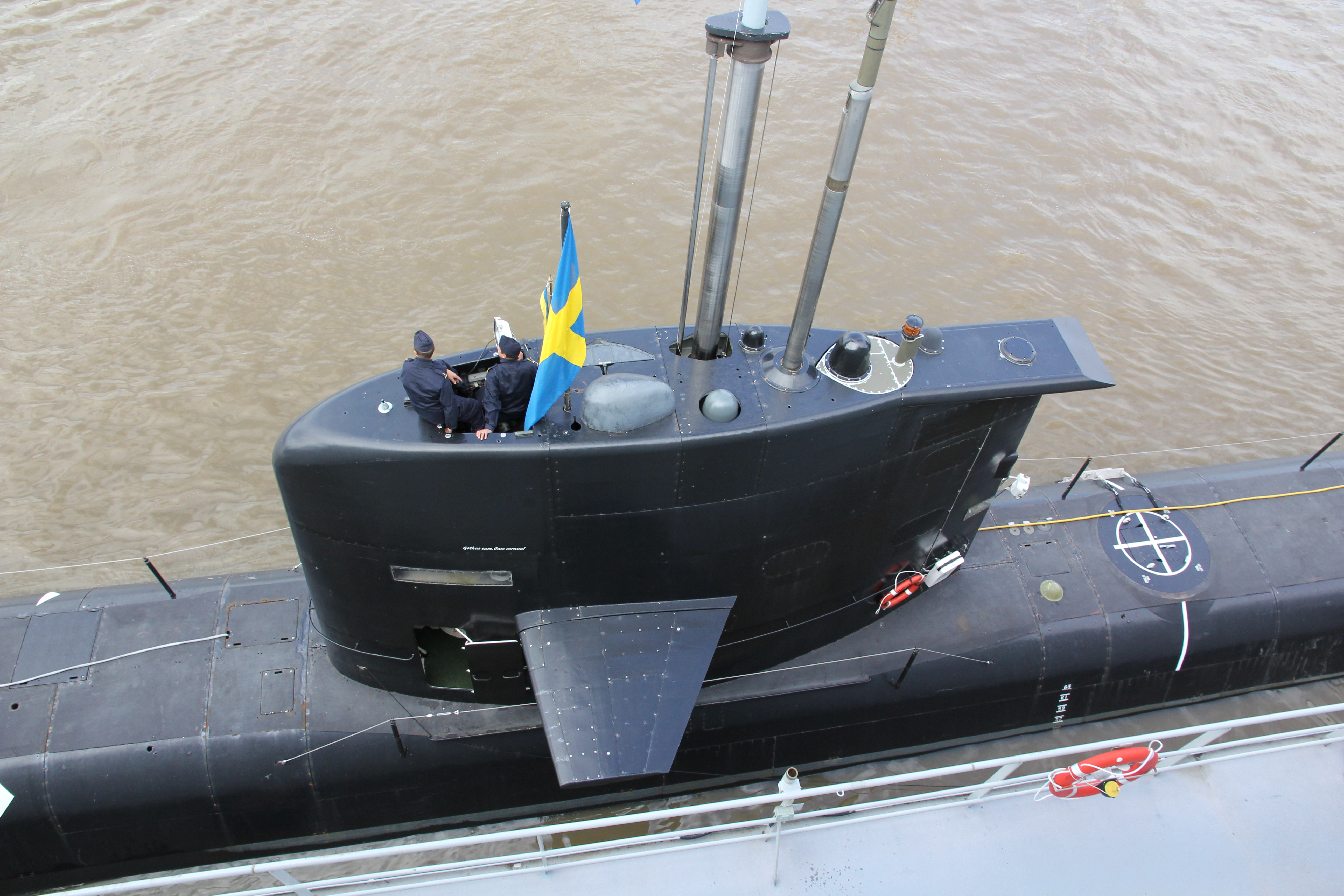
Подводная лодка типа «Готланд», 1995 год. Видны рубочные горизонтальные рули, поднятые устройства, крышки не поднятых.
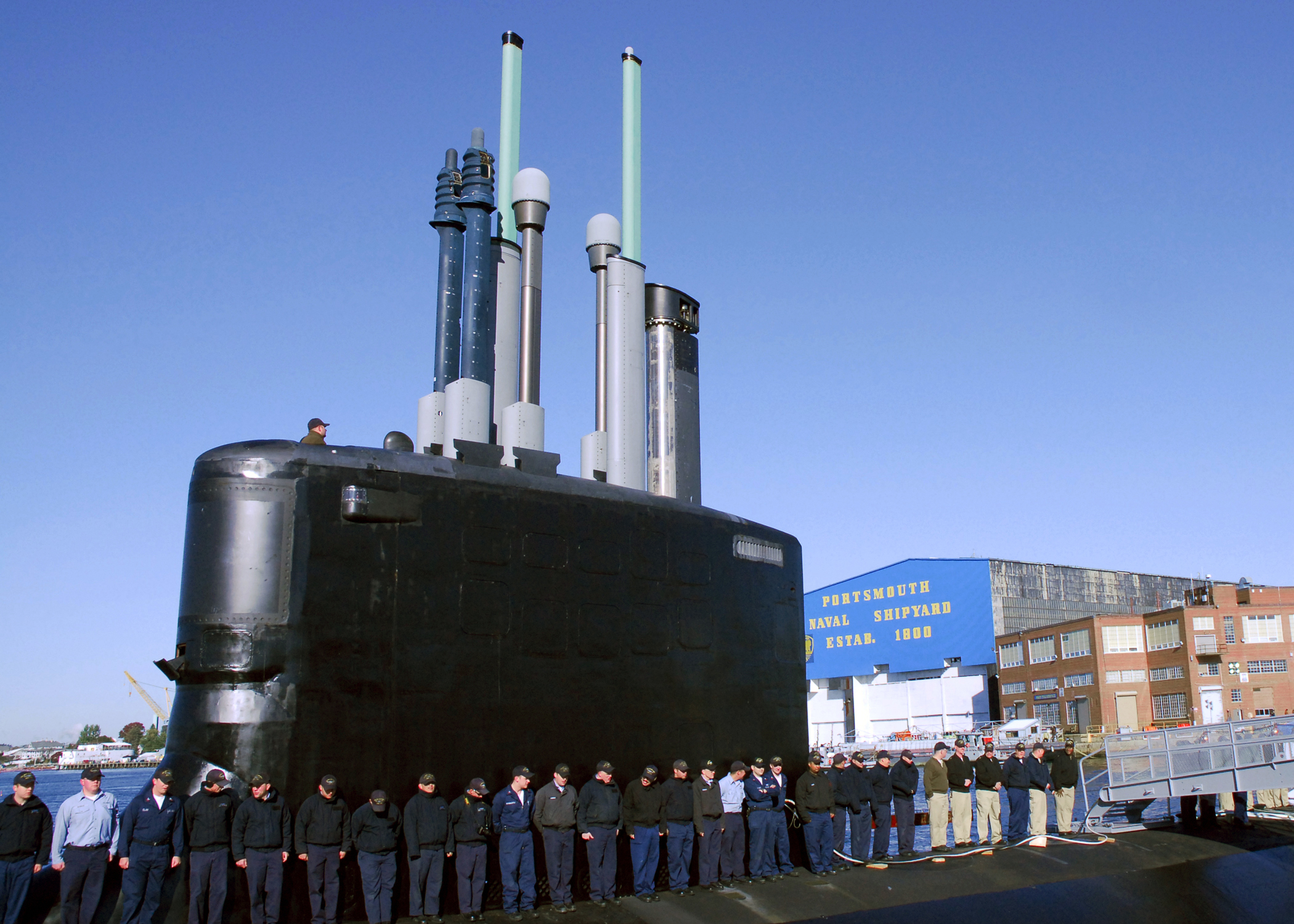
Подводная лодка USS New Hampshire (SSN-778), 2008 год. Внешний вид выдвижных устройств современных подводных лодок США.